# Portinarův triptych (Hugo van der Goes)
Portinarův triptych nebo Portinarův oltář je triptych, který vytvořil kolem roku 1475 vlámský malíř Hugo van der Goes. Rozměry triptychu jsou 253 cm × 304 cm. Nyní je triptych umístěn v galerii Uffizi ve Florencii.

## Historie
Obraz si objednal italský bankéř Tommaso Portinari. Byl určen pro kostel u nemocnice Santa Maria Nuova ve Florencii. Tommaso byl potomkem zakladatele nemocnice. Žil více než čtyřicet let v Bruggách jako bankéř rodiny Medicejů. Samotný Portinari je vyobrazen na levém panelu se svými dvěma syny Antoniem a Pigellem; jeho manželka Maria di Francesco Baroncelli je zobrazena na pravém panelu se svou dcerou Margaritou. Všichni, kromě Pigella, jsou doprovázeni svými patrony: Svatý Tomáš (s kopím), Svatý Antonín (se zvonem), Máří Magdalena (s nádobou masti) a Svatá Markéta (s knihou a drakem).

## Popis obrazu

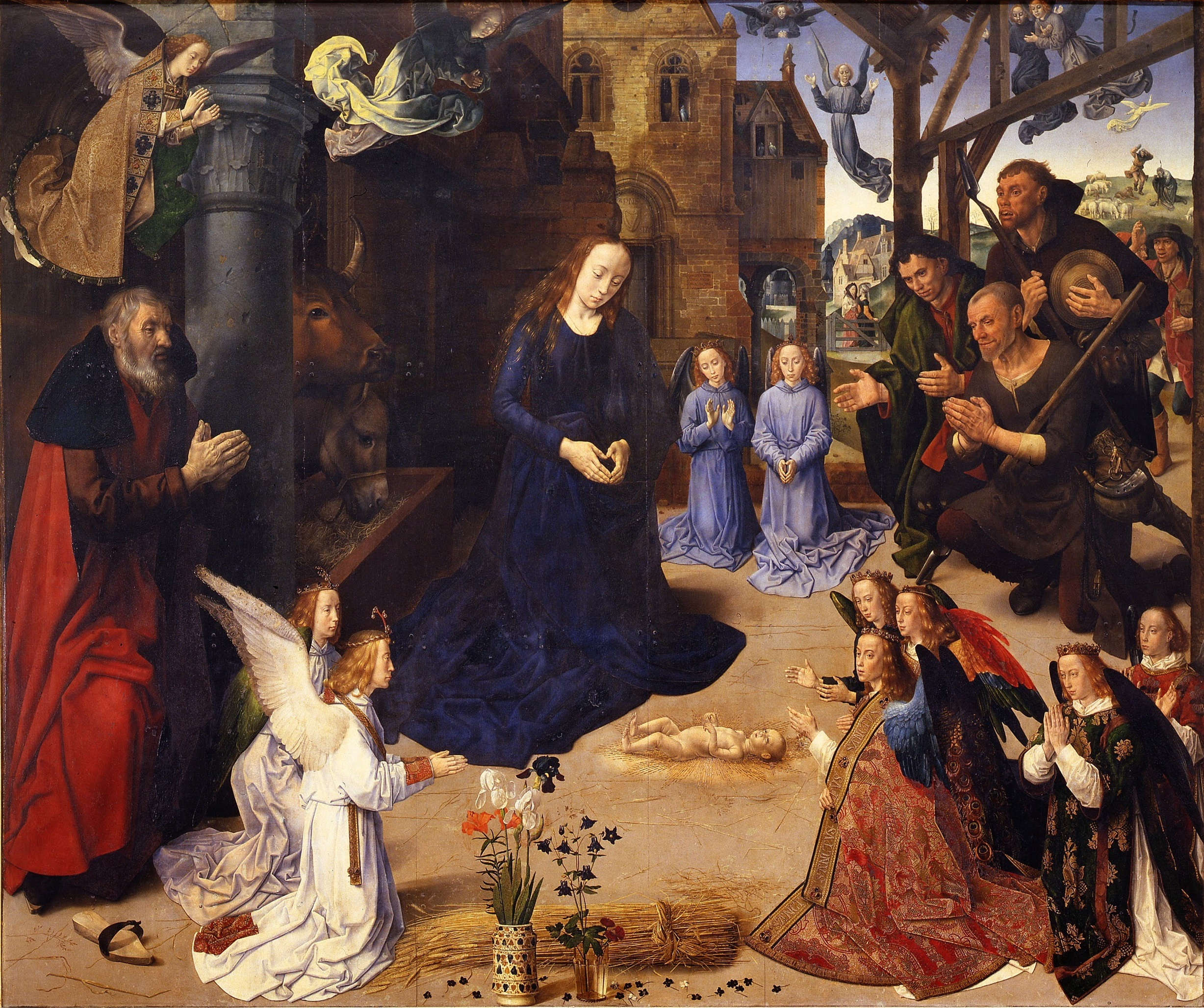
Hugo van der Goes: Portinarův triptych, střední panel

Na středním panelu padají tři pastýři na kolena před dítětem, malým Ježíškem. Van der Goes namaloval tyto rustikální postavy velmi realisticky. Na kolenou jsou i andělé, obklopují Pannu a dítě, které není v postýlce, ale leží na zemi obklopené aureolou zlatých paprsků. Tato neobvyklá prezentace uctívání Ježíše je pravděpodobně založena na jedné z vizí Svaté Brigity Švédské.
Na triptychu van der Goes namaloval scény související s hlavním tématem: na levém panelu Josef a Marie na cestě do Betléma; na středním panelu (napravo) pastýři a navštívení dítěte anděly; na pravém panelu tři mágové, někdy nazývaní Tři králové, na cestě do Betléma.
Když obraz v roce 1483 dorazil do Florencie byl instalován v rodinné kapli rodiny Portinari, kde ji hluboce obdivovali italští umělci. Mnozí se dílo snažili napodobit. Dobrým příkladem je Klanění pastýřů z roku 1485, které Domenico Ghirlandaio namaloval pro kapli Sassetti v kostele Santa Trinita ve Florencii. Nicméně naturalistické zobrazení pastýřů použil již Andrea Mantegna na obraze Klanění pastýřů z období kolem roku 1450.